# Дранко, Мария Родионовна
Мария Родионовна Дранко (укр. Марія Радіонівна Дранко; 20 января 1903 год, село Лысовка, Константиноградский уезд, Полтавская губерния — 23 марта 1985 год, Полтава, Украинская ССР) — колхозница, звеньевая колхоза «Большевик» Ново-Санжарского района Полтавской области, Украинская ССР. Герой Социалистического Труда (1948).

## Биография
Родилась 20 января 1903 года в крестьянской семье в селе Лысовка Полтавской губернии. Получила начальное образование. Трудиться начала с 16 лет. В 1929 году вступила в колхоз «Большевик», который был организован в родном селе. Работала разнорабочей в полеводческом звене, позднее была назначена звеньевой. После освобождения Полтавской области в 1943 году от немецких оккупантов участвовала в восстановлении колхозного хозяйства.
В 1947 году звено Марии Дранко собрало в среднем по 32,9 центнера пшеницы с участка площадью 9 гектаров. В 1948 году удостоена звания Героя Социалистического Труда «за получение высоких урожаев пшеницы, ржи, кукурузы и сахарной свеклы при выполнении колхозом обязательных поставок и натуроплаты за работу МТС в 1947 году и обеспеченности семенами зерновых культур для весеннего сева 1948 года».
Участвовала во всесоюзной выставке ВДНХ (1958—1959).
В 1959 году вышла на пенсию. Продолжала работать в колхозе до 1966 года. Потом проживала в Полтаве, где скончалась в 1985 году.

## Награды
- Герой Социалистического Труда — указом Президиума Верховного Совета СССР от 10 мая 1948 года
- Орден Ленина